# Viaduc de la ligne 18 du métro de Paris
Le viaduc de la ligne 18 du métro de Paris est un viaduc ferroviaire français en construction dans l'Essonne. Cet ouvrage d'art de 6,7 kilomètres de long doit permettre à compter de 2026 le franchissement du plateau de Saclay par la ligne 18 du métro de Paris.

## Situation ferroviaire
Trois stations seront situées sur le viaduc : Université Paris-Saclay, Polytechnique et Christ de Saclay. De plus, un palier a été aménagé au niveau de son extrémité est, située à Palaiseau, en vue de la création future d'une station Camille Claudel.